# Podsavezna nogometna liga Mostar 1962./63.
Podsavezna nogometna liga Mostar, također i kao "Mostarska podsavezna liga" je bila liga četvrtog stupnja nogometnog prvenstva Jugoslavije u sezoni 1962./63. 
 Sudjelovalo je 5 klubova, a prvak je bio "GOŠK" iz Gabele.  

## Ljestvica
| mj. | klub               | ut. | pob. | ner. | por. | gol+ | gol- | bod |
| --- | ------------------ | --- | ---- | ---- | ---- | ---- | ---- | --- |
| 1.  | GOŠK Gabela        | 8   | 5    | 2    | 1    | 20   | 6    | 12  |
| 2.  | Turbina Jablanica  | 8   | 5    | 2    | 1    | 25   | 17   | 12  |
| 3.  | Jadran Ploče       | 8   | 3    | 0    | 5    | 11   | 17   | 6   |
| 4.  | Željezničar Konjic | 8   | 2    | 2    | 4    | 15   | 27   | 6   |
| 5.  | Neretvanac Opuzen  | 8   | 1    | 2    | 5    | 13   | 17   | 4   |

- "GOŠK" Gabela – prvak radi bolje gol-razlike
- klubovi iz Hrvatske: "Jadran" Ploče i "Neretvanac" Opuzen

## Rezultatska križaljka
| kratica | klub               | GOŠK | JAD | NER | TUR | ŽELJ |
| --- | ------------------ | ---- | --- | --- | --- | ---- |
| GOŠK | GOŠK Gabela        |      |     |     |     |      |
| JAD | Jadran Ploče       |      |     |     |     |      |
| NER | Neretvanac Opuzen  |      |     |     |     |      |
| TUR | Turbina Jablanica  |      |     |     |     |      |
| ŽELJ | Željezničar Konjic |      |     |     |     |      |
| |                    |      |     |     |     |      |
| podebljan rezultat - utakmice od 1. do 5. kola (1. utakmica između klubova) rezultat normalne debljine - utakmice od 6. do 10. kola (2. utakmica između klubova) rezultat nakošen - nije vidljiv redoslijed odigravanja međusobnih utakmica iz dostupnih izvora rezultat nakošen i smanjen * - iz dostupnih izvora nije uočljiv domaćin susreta prekrižen rezultat - poništena ili brisana utakmica p - utakmica prekinuta 3:0 p.f. / 0:3 p.f. - rezultat 3:0 bez borbe n.i. - nije igrano |                    |      |     |     |     |      |

 Izvori: 

## Unutrašnje poveznice
- Hercegovačka zona 1962./63.